# Broommonofluoride
Broommonofluoride is een tamelijk instabiele interhalogeenverbinding met de chemische formule {\displaystyle {\ce {BrF}}}. De stof kan gemaakt worden via de reactie van broomtrifluoride (of broompentafluoride) met broom. Ten gevolge van zijn instabiliteit kan de verbinding wel worden gedetecteerd, maar niet geïsoleerd:
{\displaystyle {\ce {BrF3\ +\ Br2\ ->\ 3BrF}}}
{\displaystyle {\ce {BrF5 \ + \ 2 Br2 \ -> \ 5 BrF}}}
{\displaystyle {\ce {Br2_{(l)}\ +\ F2_{(l)}\ ->\ 2BrF}}}
{\displaystyle {\ce {Br2_{(l)}\ +\ F2_{(g)}\ ->\ 2BrF_{(g)}}}}
{\displaystyle {\ce {BrF}}} wordt meestal gemaakt in aanwezigheid van cesiumfluoride.
Bij kamertemperatuur ontleed broommonofluoride via disproportionering tot broomtrifluoride, broompentafluoride en vrij broom.